# Carl von Gerber
Carl Warner von Gerber, né le 23 août 1931 à Västervik et mort le 8 septembre 2013 à Stockholm, est un kayakiste suédois.

## Palmarès

### Championnats du monde
- Copenhague 1958 :
  -  Médaille de bronze en K-1 4x500 m avec Sven-Olov Sjödelius, Gert Fredriksson et Henri Lindelöf.